# روبسفيل (تكساس)
روبسفيل، تكساس

روبسفيل (بالإنجليزية: Ropesville)‏ هي مدينة أمريكية تقع في ولاية تكساس.تبلغ مساحة هذه المدينة 0.9 (كم²)،ويبلغ عدد سكانها 517 نسمة حسب إحصاء سنة 2010 م. تشير إحصاءات سنة 2000م بأن الكثافة السكانية في هذه المدينة تقدر بـ(556.6) نسمة/كم2.